# U 655
U 655 war ein U-Boot der Klasse VII C, ein sogenanntes „Atlantikboot“, das während des U-Boot-Kriegs des Zweiten Weltkrieges durch die Kriegsmarine im Nordmeer eingesetzt wurde.

## Technische Daten
Unmittelbar nach Kriegsbeginn stellten die Howaldtswerke die Kapazitäten der Werften in Kiel und Hamburg auf den U-Bootbau ein. Für die Kieler Werft war eine jährliche Produktion von 12 U-Booten des Typs VII C vorgesehen, die Hamburger Werft sollte jährlich 16 Boote des Typ VII C – der meistgebauten U-Bootklasse der Kriegsmarine – abliefern. Diese Vorgaben wurden aber von den Howaldtswerken in keinem Jahr erfüllt.
Insgesamt wurden von allen deutschen Werften im Juli des Jahres 1941 12 U-Boote des Typs VII C fertiggestellt. Solche Boote waren  67,1 m lang und 6,2 m breit. Sie erzielten mit einer durchschnittlichen Überwassergeschwindigkeit von 12 kn  eine Reichweite von 6500 Seemeilen. Sie führten 14 Torpedos mit sich, die durch vier Bugtorpedorohre und ein Hecktorpedorohr ausgestoßen werden konnten.

## Einsatz

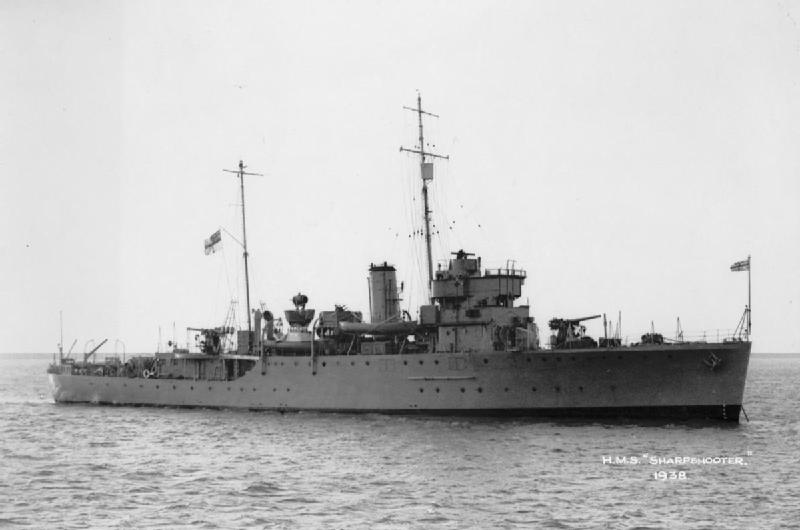
Die Sharpshooter versenkte U 655

Kapitänleutnant Adolf Dumrese stellte U 655 am 11. August 1941 in Dienst. Dumrese war am 13. November 1909 in Berlin geboren worden und 1929 in die Reichsmarine eingetreten. Er wurde im November 1938 zum Kapitänleutnant befördert und diente bis Januar 1940 im Stab des 5. Marine-Artillerie Regiments. Vom April bis September 1940 absolvierte er seine U-Bootsausbildung und unmittelbar anschließend den U-Bootkommandantenlehrgang bei der 24. U-Flottille in Memel. Von Februar bis Juli 1941 war er Kommandant des Schulbootes U 78. Einen Monat später übernahm er das Kommando auf U 655.
Dumrese übernahm U 655 in Hamburg und unternahm bis zum Januar 1942 Übungsfahrten in der Ostsee zur Ausbildung der Besatzung und zum Einfahren des Bootes.
Im März 1942 wurde U 655 zur ersten Unternehmung ausgerüstet. Das Boot lief von Helgoland aus in Richtung des vorgesehenen Einsatzgebietes im Nordmeer aus. Es war der U-Bootgruppe Ziethen zugeteilt, die nach Maßgaben der von Karl Dönitz entwickelten Rudeltaktik das Gefecht mit den Nordmeergeleitzügen suchen sollte.

## Versenkung
Auf der Suche nach dem von Murmansk nach Schottland fahrenden Geleitzug QP 9 wurde U 655 am 24. März 1942 südlich der Bäreninsel inmitten eines starken Schneesturms von dem britischen Minenräumboot Sharpshooter gerammt, das den Konvoi begleitete. Nach dem Rammstoß richtete sich U 655 im Wasser auf und sank dann rasch mit dem Heck voran. Die Besatzung des Minenräumers barg zwei Rettungsringe und ein Schlauchboot, aber keine Überlebenden.